# Universidad Galileo
La Universidad Galileo es una universidad privada con sede principal en la Ciudad de Guatemala, Guatemala. Fue fundada y autorizada el 31 de octubre de 2000. Inicialmente fue la Facultad de Ingeniería en Computación (FISICC) de la Universidad Francisco Marroquín. Actualmente la universidad se destaca por su aporte tecnológico en la educación superior en Guatemala .

## Historia
Universidad Galileo es una entidad educativa superior, producto de 42 años de labor y esfuerzo constante de un selecto grupo de profesionales encabezado por el Doctor Eduardo Suger Cofiño, Ph.D., fundador y Rector, quien ha logrado conformar una propuesta educativa completamente diferente a la tradicional y que es impulsadora por un lema muy claro: “Educar es cambiar visiones y transformar vidas.”
Fue autorizada por el Consejo de Enseñanza Privada Superior de Guatemala, el ente rector de las universidades privadas del país en octubre de 2000, que la convierte en la primera universidad de Guatemala con enfoque tecnológico.

## Misión
La formación de profesionales con excelencia académica de nivel mundial, un alto espíritu de justicia y valores humanos y éticos, al servicio de nuestra sociedad, al incorporar la ciencia y la tecnología contemporánea.
Estamos comprometidos con nuestro país a darle oportunidad de acceder a estudios universitarios a todas las personas sin distingo de raza, condición social, ni localización geográfica.

## Visión
Impulsamos la evolución del pensamiento humano, revolucionando la educación superior.

## Objetivo
La formación de verdaderos participantes en la solución de problemas de desarrollo social de la comunidad guatemalteca. Somos una entidad educativa, que promueve el uso de la ciencia y la tecnología para la solución de los problemas nacionales.

## Edificios
La sede central de la universidad tiene tres torres, cada una identificada con el nombre de un astrónomo . El primero se llama Galileo, el segundo Copérnico y el tercero Kepler .

## Facultades
Actualmente la universidad cuenta con nueve facultades, siendo estas las siguientes:
- Facultad de Ingeniería de Sistemas, Informática y Ciencias de la Computación
- Facultad de Ciencia, Tecnología e Industria
- Facultad de Educación
- Facultad de Ciencias de la Comunicación
- Facultad de Ciencia y Tecnología del Deporte
- Facultad de Biología, Química y Farmacia
- Facultad de Ingeniería de la Construcción
- Facultad de Ciencias de la Salud
- Facultad de Administración

## Escuelas
Actualmente la universidad cuenta con cinco escuelas, siendo estas las siguientes: 
- Escuela de Educación Continua
- Escuela Técnica
- Escuela Superior de Arte
- Escuela Superior de Diplomacia y Relaciones Internacionales
- Escuela Superior de Imagen Pública

## Institutos
Actualmente la universidad cuenta con ocho Institutos, siendo estas las siguientes: 
- Institutos de Educación Abierta (IDEA)
- Instituto Von Neumann
- Instituto de Recursos Energéticos
- Instituto de Estudios en Seguridad
- Instituto de Investigación en Ciencias de la Tierra y la Astronomía
- Instituto de Ciencias de la Familia
- Instituto en Desarrollo Sostenible
- Instituto en Investigación de Operaciones

## Programas
Actualmente la universidad cuenta con tres programas, siendo estas las siguientes: 
- Programa de Desarrollo Humano
- Programa de Actualización para Adultos
- Programa del Ejército de Guatemala

## Sistema educativo Galileo
Galileo Educational System (GES) es una plataforma de educación en línea, que sirve para apoyar los cursos y como el entorno real de los cursos en línea en la Universidad Galileo. Está adaptado por la universidad en la plataforma dotLRN, que se apoya en su presencia en muchas universidades de prestigio como el MIT, la Universidad de Heidelberg o la UNED de España, entre otras. La plataforma está activa las 24 horas del día, los 365 días del año.
Garantizar la importación y exportación de contenidos de cursos, materiales de aula, tareas, exámenes, etc. Y la administración de cursos, notas de calificación y publicación, directamente en línea. Los estudiantes tienen la capacidad de responder exámenes, tareas, proyectos, etc. Participar en foros de discusión en cursos, preguntas frecuentes, ver materiales del curso, entre otros.

## Autoridades Académicas
Miembros del Consejo Directivo:
Dr. Eduardo Suger Cofiño Ph.D
Rector
Dra. Mayra Roldán
Vicerrectora
Lic. Jean Paul Suger
Vicerrector Administrativo
Dr. Jorge Retolaza
Secretario General

## Carreras virtuales
Universidad Galileo cuenta con más de 99 carreras en modalidad en línea, descubre nuestras Carreras.

## Ingenierías y Licenciaturas
Universidad Galileo cuenta con más de 72 carreras de pregrado, descubre nuestras Carreras.

## Maestrías y Postgrados
Universidad Galileo cuenta con más de 124 especializaciones de postgrados y maestrías, para conocerlas visita la sección de Carreras.

## Doctorados
Universidad Galileo cuenta con 7 doctorados.

## Otras carreras
Conoce nuestra diversidad de técnicos, diplomados y certificaciones en Carreras.